# Лойтенталь
Лойтенталь (нім. Leutenthal) — громада в Німеччині, розташована в землі Тюрингія. Входить до складу району Ваймарер-Ланд. Складова частина об'єднання громад Нордкрайс-Ваймар.
Площа — 5,50 км2. Населення становить Невірний параметр metadata 16 071 051 ос. (станом на 31 грудня 2021).

## Галерея

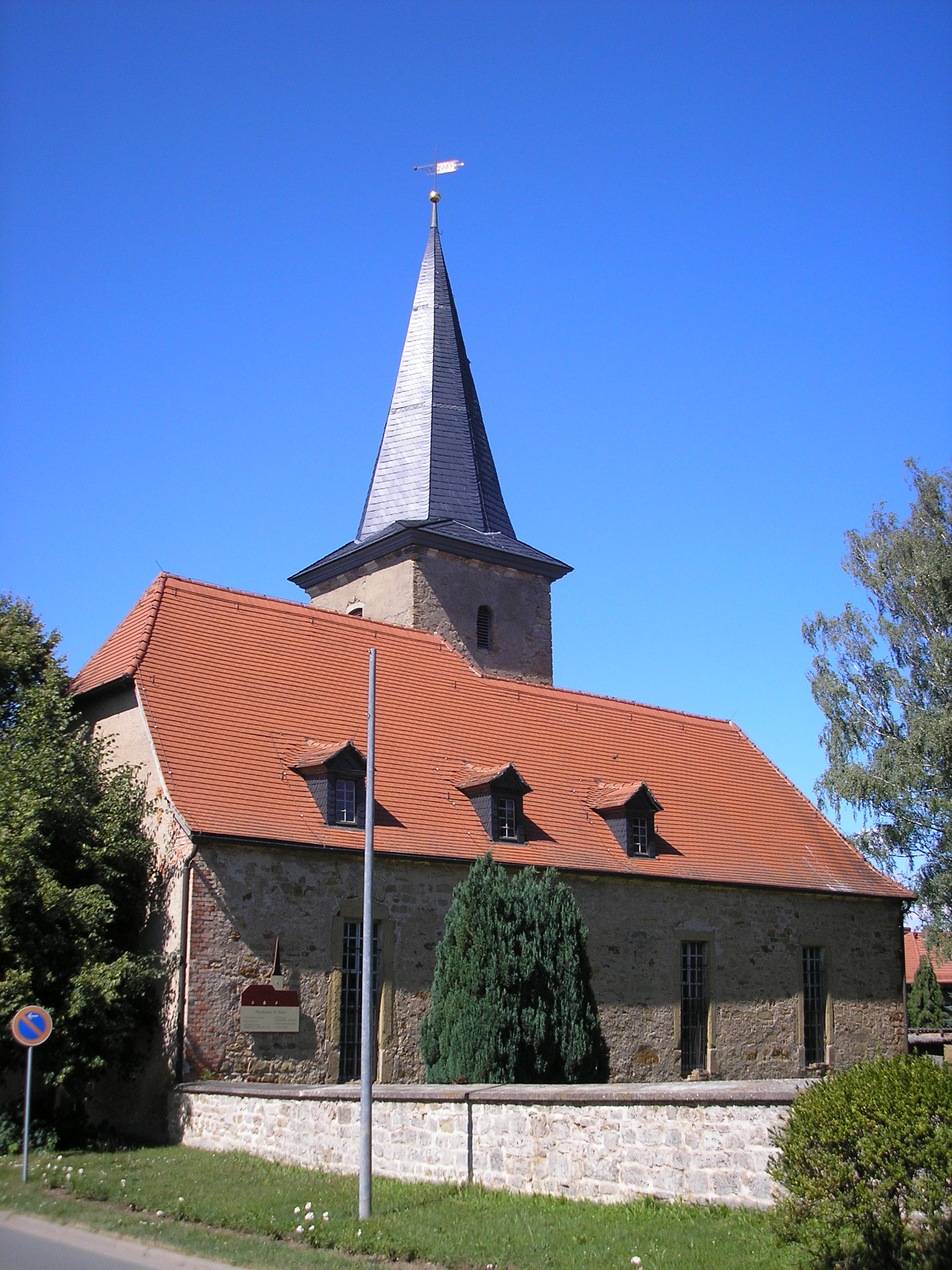